# Lago Great Central
O lago Great Central é o segundo maior lago da ilha de Vancouver, na Colúmbia Britânica, Canadá. 

## Descrição
Este lago tem cerca de 40 km de comprimento e tem uma área de 51 km2. A sua profundidade máxima é de 294 m, facto que o torna no mais profundo lago da ilha de Vancouver. O controlo de nível de água é feito, e o lago não tem congelado nos anos mais recentes.  A criação deste lago aconteceu durante a última idade do gelo.